# 哈里·布朗

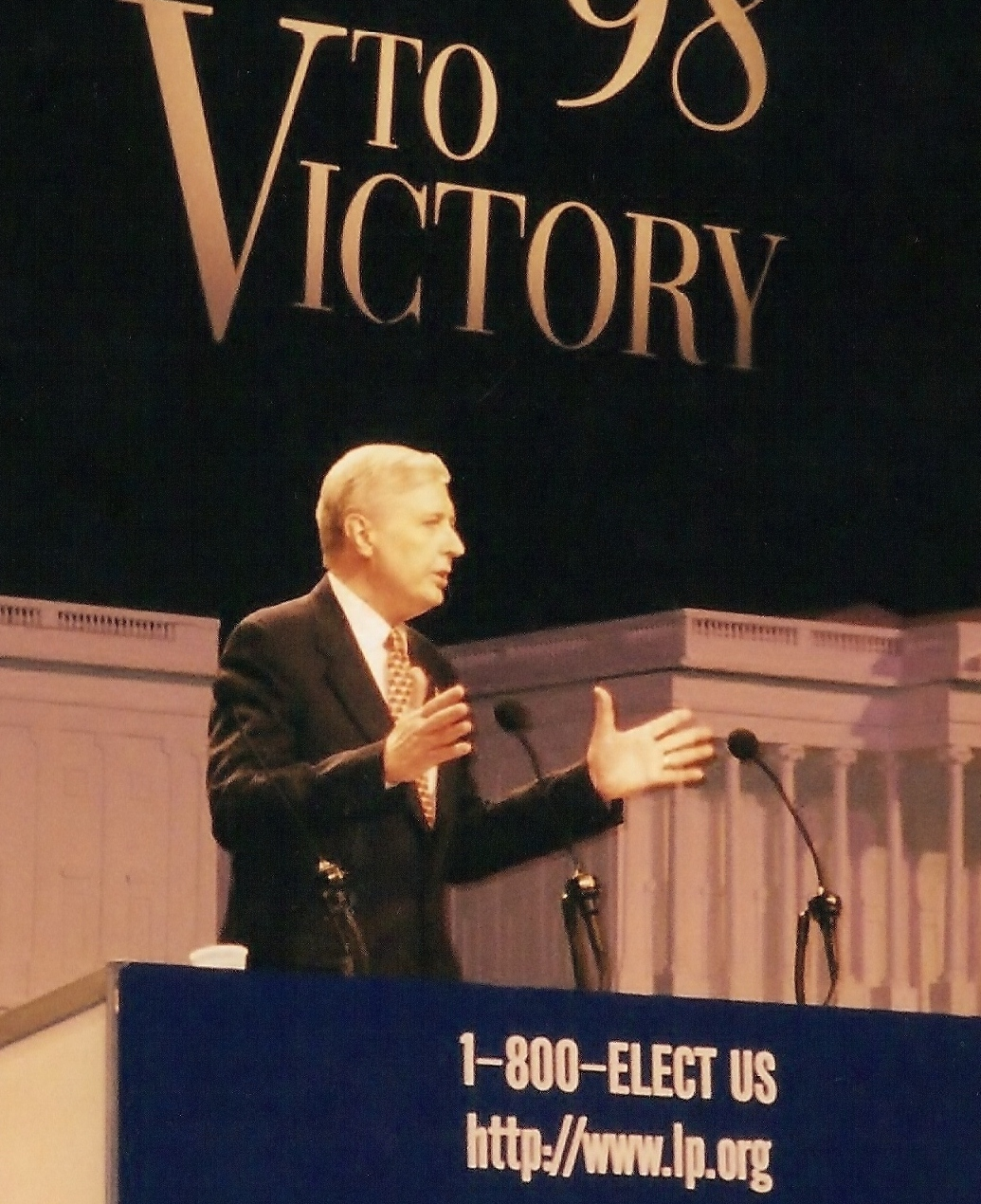
哈里·布朗

哈里·埃德森·布朗 （1933年6月17日 - 2006年3月1日）是美国作家、美國自由意志主義支持者。他支持公民自由、有限政府和自愿主义。1996年美国总统选举和2000年美国总统选举期間。他代表自由意志党競選總統，竞选時其主张废除联邦所得税、大幅缩减政府规模 。